# Täterort
Der Begriff Täterort bezeichnet einen Ort der Planung und Organisation politischer Gewaltverbrechen sowie einen Ort, den die Täter sich selbst vorbehalten hatten. Der Begriff wird in Deutschland vorwiegend im Zusammenhang mit dem Nationalsozialismus, aber auch mit der DDR verwendet. Der Täterort ist eine spezielle Ausprägung des Erinnerungsorts.

## Beispiele für Täterorte
- Nationalsozialismus[3]
  - Topographie des Terrors (vormals: Prinz-Albrecht-Palais)
  - Haus der Wannseekonferenz
  - Führersperrgebiet Obersalzberg

- DDR[4]
  - Forschungs- und Gedenkstätte Normannenstraße